# Ataúlfo Argenta
Ataúlfo Argenta (Castro-Urdiales, 19 novembre 1913 – Los Molinos, 21 gennaio 1958) è stato un musicista spagnolo.
Giovane studente in Belgio e Germania, tenne vari concerti come direttore d'orchestra in Europa e negli USA dedicandosi soprattutto al repertorio spagnolo moderno. In maturità all'età di 32 anni fu nominato direttore stabile dell'Orchestra nazionale di Madrid.